# Minuartia cherlerioides
Minuartia cherlerioides là loài thực vật có hoa thuộc họ Cẩm chướng. Loài này được (Hoppe) Bech. mô tả khoa học đầu tiên năm 1956.